# Ivar Smilga

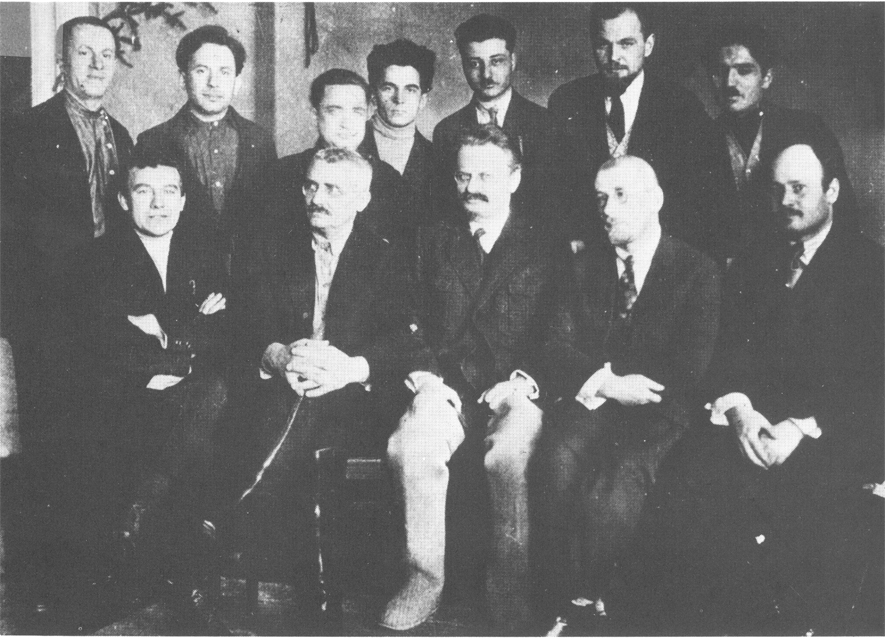
Działacze Lewicowej Opozycji 1927. Pośrodku siedzi Lew Trocki, po lewej Iwan Smirnow, po prawej Ivar Smilga

Ivar Tenisowicz Smilga, łot. Ivars Smilga, ros. Ивар Тенисович Смилга (ur. 20 listopada?/2 grudnia 1892 w Aloji, zm. 10 stycznia 1937 w Moskwie) – łotewski rewolucjonista, bolszewik z Opozycji Lewicowej. Zamordowany w czasie wielkiego terroru w ZSRR.

## Życiorys

### Dzieciństwo i młodość
Był synem leśniczego Tenisa Smilgi, rozstrzelanego w 1906 roku przez żołnierzy armii carskiej w ostatnim okresie rewolucji 1905 roku.
W roku 1907, w wieku 14 lat wstąpił do Socjaldemokratycznej Partii Robotniczej Rosji. W roku 1910 przyjechał do Moskwy i wstąpił na Uniwersytet Moskiewski. Jednak już w roku 1911 za uczestnictwo w demonstracji studenckiej został relegowany z uczelni i miasta. Następnie w 1915 roku za nielegalną propagandę został zesłany na Syberię. Z zesłania został zwolniony w 1917 roku na mocy ogólnej amnestii. W marcu 1917 pojawił się w Piotrogradzie i już w kwietniu 1917 roku, w wieku 24 lat, został wybrany do KC SPRP i wysłany do Finlandii. Następnie został Przewodniczącym Regionalnego Komitetu Rad w Finlandii i przewodniczącym Centralnego Komitetu Floty Bałtyckiej w latach 1917–1918.

### Okres rewolucji październikowej i wojny domowej
W czasie pobytu w Finlandii utrzymywał kontakty z Leninem, znajdującym się w tym czasie w Helsingforsie. Aktywnie uczestniczył w przygotowaniu powstania październikowego w Piotrogradzie. 25 października 1917 roku, w dniu powstania, zorganizował transport wojsk wiernych bolszewikom z Finlandii do Piotrogradu. Od końca 1917 do 1918 roku był pełnomocnikiem RFSRR w Finlandii. Był jednym z głównych organizatorów rewolucyjnego ruchu w Finlandii, ale po klęsce w początkach 1918 roku wrócił do Piotrogradu.
W okresie od 1918 do 1921 roku Smilga jest kolejno członkiem Rewolucyjnego Komitetu wojennego frontów: Zachodniego, Południowego, Kaukaskiego i Krymskiego. Uczestniczył w rozbiciu wojsk białogwardyjskich Kaledina i Denikina, oddziałów powstańczych na Kaukazie, Uralu i Syberii, a także kontrrewolucyjnego buntu w stanicy Wieszeńskaja. Wraz z Michaiłem Tuchaczewskim, jako komisarz polityczny, dowodził Frontem Zachodnim w czasie wojny polsko-bolszewickiej w 1920 roku.

### Okres po roku 1920
W latach 1921–1928 był wiceprzewodniczącym Najwyższej Rady Gospodarki Narodowej ZSRR (WSNCh). Poparł Lewicową Opozycję sprzeciwiając się wzrostowi znaczenia Józefa Stalina jako zagrożeniu istnienia państwa radzieckiego. W 1929 roku został usunięty z Komitetu Centralnego i z samej Wszechzwiązkowej Partii Komunistycznej (bolszewików). Gdy został wygnany do Chabarowska na rosyjskim Dalekim Wschodzie pod pretekstem prowadzenia „pracy partii” na prowincji, władze spotkały się ze spontanicznym protestem około tysiąca ludzi, zgromadzonych na stacji kolejowej i żądających jego uwolnienia. Podczas wielkiej czystki został aresztowany (1935) po zabójstwie Kirowa, uwięziony, 10 stycznia 1937 skazany na karę śmierci, którą wykonano tego samego dnia. Skremowany w krematorium na Cmentarzu Dońskim, pochowany anonimowo. Zrehabilitowany w 1987 roku.